# Fegefeuer (1971)
Fegefeuer (englisch Purgatory) ist ein deutscher Spielfilm, der 1971 uraufgeführt wurde. Fegefeuer ist der einzige Film, zu dem die legendäre Rockgruppe „Supertramp“ die Originalfilmmusik schrieb.

## Handlung
Daniel wird zufällig Zeuge eines Menschenraubes auf offener Straße. Nachdem seine Anzeige bei der Polizei nicht die von ihm erhoffte Beachtung findet, sucht er selbst nach einer Aufklärung und verstrickt sich dabei immer mehr in Zweifel gegenüber seiner Umwelt und seinem eigenen Handeln. Durch sein Engagement sieht er sich zunehmend der Gewalt ausgesetzt und tötet schließlich einen Menschen. Während des Verhörs durch den Staatsanwalt durchlebt er das Fegefeuer seiner Bewusstwerdung.

## Veröffentlichung
Erst 2006 wurde der Film auf DVD und VHS veröffentlicht.

## Kritiken
Die Goslarsche Zeitung bezeichnet Fegefeuer als „mutigen Film“ und lobt seine mustergültige Wirkung. Auch die National Zeitung Basel, All Movie Guide und Variety gaben ihm gute Kritiken. Laut dem Evangelischen Filmbeobachter charakterisiert der Film die Probleme der Anfangs-70er. Der Filmreport betont, dass der Film den Zuschauer in Frage stellt und deshalb manche abstoßen wird.

## Auszeichnungen
- Bundesspielfilmprämie 1971

Teilnahme an Filmfestspielen:
- XIV. Mostra Internazionale del Film d'Autore 1971
- Film-In Luzern 1971
- Auckland International Film Festival 1972

### Internationales Filmfestival Moskau
Fegefeuer sollte zunächst am Internationalen Filmfestivals in Moskau 1971 teilnehmen, wurde jedoch gegen Mathias Kneißl von Reinhard Hauff ausgetauscht. Fegefeuer wurde dann in der Informationsschau gezeigt, wo der Film viel Beifall bekam.